# The Case of Sergeant Grischa

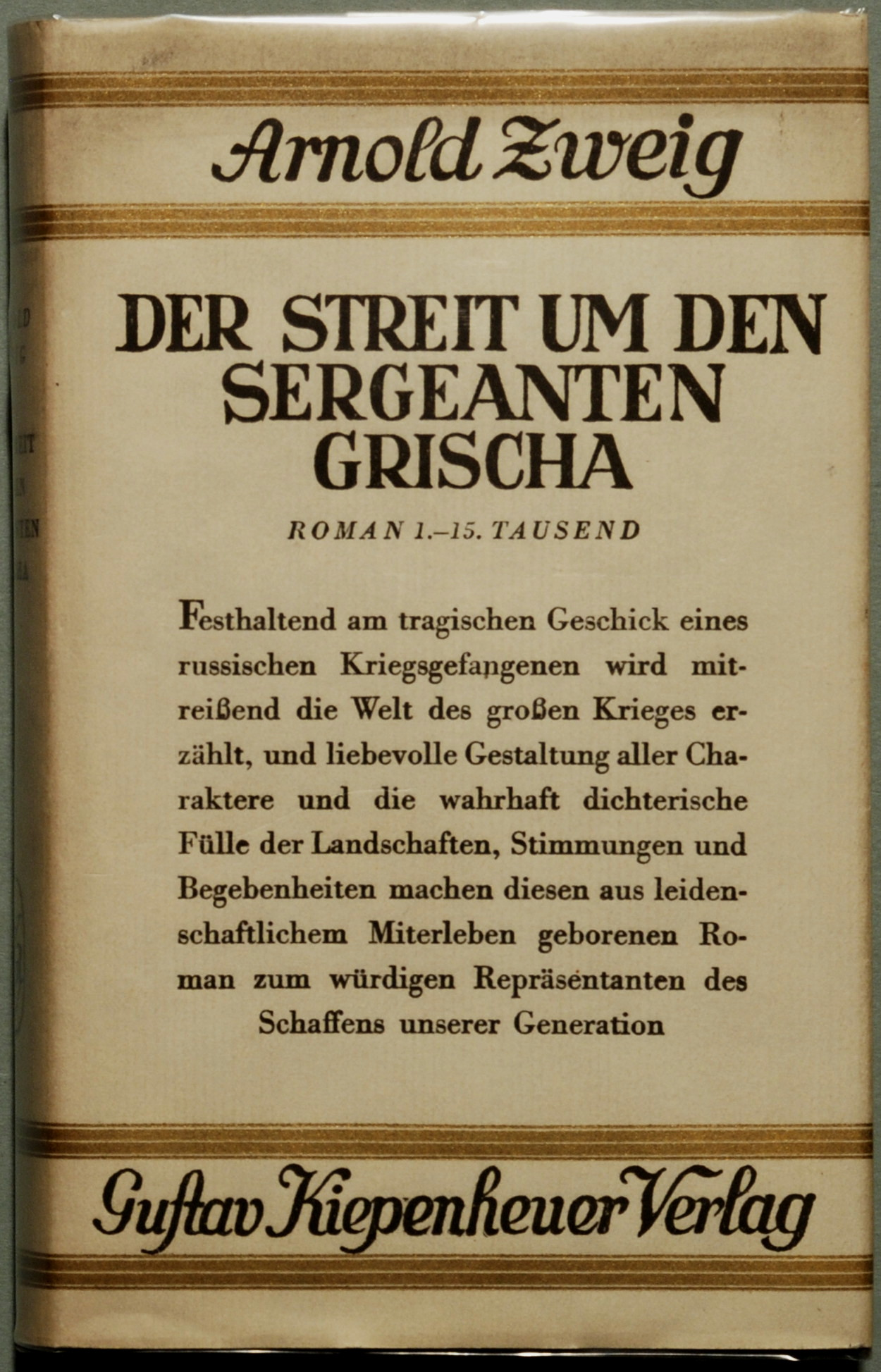
Novel·la, escrita per Arnold Zweig, que serví de base argumental per realitzar el film.

 The Case of Sergeant Grischa és una pel·lícula estatunidenca estrenada el 23 de febrer de 1930, dirigida per Herbert Brenon i protagonitzada per Betty Compson i Chester Morris. Basada en la novel·la “Der Streit um den Sergeanten Grischa” d'Arnold Zweig (1928). John Tribby va ser nominat per aquesta pel·lícula a l'Oscar al millor so.

## Argument
Durant la Primera Guerra Mundial, un dia d'hivern del 1917, el sergent Grischa Paprotkin, s'escapa d'un camp de presoners alemany a Polònia. Amagat, sedueix una noia, Babka que l'amaga i viu amb ell una temporada. Grischa però s'enyora de la seva terra i vol tornar a Rússia. Babka l'ajuda però en un moment en què busca menjar es capturat de nou pels alemanys. Ell fa veure que és un desertor de l'exèrcit rus per tal que Babka no tingui problemes.
Mentrestant ha arribat una ordre des de l'estat major que diu que qualsevol soldat rus que es trobi entre les línies alemanyes i no s'entregui abans de tres dies serà considerat un espia. En no saber-ho, Grischa declara que porta setmanes amagat al bosc i es acusat d'espionatge i sentenciat a mort pel comandant Schieffenzahn.
Quan s'estableix la seva veritable identitat i, per tant, es demostra que no és un espia, el seu nebot Winfried i l'advocat Psnanski intenten revertir la pena sense cap èxit. Disfressada de venedora, Babka planeja la fuga del seu marit però Grischa no vol fugir convençut que el General von Lychow aconseguirà establir la veritat. Aquest, després d'una acalorada discussió amb el general Schieffenzahn que defensa que se l'afuselli aconsegueix que es cancel·li l'execució. S'envia un telegrama per avisar però no pot arribar per culpa d'una tempesta i Grischa és afusellat.

## Repartiment
- Betty Compson (Babka)[3]
- Chester Morris (sergent Grischa Paprotkin)
- Alec B. Francis (General von Lychow)
- Gustav von Seyffertitz (General Schieffenzahn)
- Jean Hersholt (Posnanski)
- Leyland Hodgson (tinent Winfried)
- Paul McAllister (Caporal Sacht)
- Raymond Whitaker (Aljoscha)
- Bernard Siegel (Verressjeff)
- Frank McCormack (capità Spierauge / Kolja)
- Percy Barbette (Sargent Fritz)
- Hal Davis (Birkholz)

## Fitxa tècnica
- Direcció: Herbert Brenon
- Adaptació: Elizabeth Meehan
- Director de fotografia: J. Roy Hunt
- Director tècnic: Hans Joby
- Ajudant de direcció: Ray Lissner
- Tècnic de so: John Tribby
- Muntatge: Marie Halvey
- Productor: William LeBaron
- Productora: RKO Radio Pictures